# Montrodat
Montrodat est une commune française située dans l'ouest du département de la Lozère en région Occitanie.
Exposée à un climat de montagne, elle est drainée par le ruisseau du Coulagnet, le ruisseau de Limouse et par divers autres petits cours d'eau. La commune possède un patrimoine naturel remarquable : un site Natura 2000 (les « falaises de Barjac et causse des Blanquets ») et trois zones naturelles d'intérêt écologique, faunistique et floristique.
Montrodat est une commune rurale qui compte 1 168 habitants en 2022, après avoir connu une forte hausse de la population depuis 1968. Elle est dans l'agglomération de Marvejols et fait partie de l'aire d'attraction de Marvejols. Ses habitants sont appelés les Montrodatiens ou  Montrodatiennes.

## Géographie

### Localisation
La commune est située dans le sud du Massif central, dans le département de la Lozère, à environ 20 kilomètres à l'ouest de Mende et 3 kilomètres à l'est de Marvejols.

### Communes limitrophes
Les communes limitrophes sont  Gabrias, Grèzes, Lachamp-Ribennes, Marvejols, Palhers et Saint-Léger-de-Peyre.
| Saint-Léger-de-Peyre | Lachamp-Ribennes |         |
| Marvejols            | Montrodat        | Gabrias |
| Palhers              | Grèzes           |         |

### Hydrographie
La commune est traversée par le Coulagnet.

### Climat
Pour des articles plus généraux, voir Climat de l'Occitanie et Climat de la Lozère.
En 2010, le climat de la commune est de type climat des marges montargnardes, selon une étude s'appuyant sur une série de données couvrant la période 1971-2000. En 2020, Météo-France publie une typologie des climats de la France métropolitaine dans laquelle la commune est exposée à un climat de montagne ou de marges de montagne et est dans la région climatique Sud-est du Massif Central, caractérisée par une pluviométrie annuelle de 1 000 à 1 500 mm, minimale en été, maximale en automne.
Pour la période 1971-2000, la température annuelle moyenne est de 9,7 °C, avec une amplitude thermique annuelle de 16,1 °C. Le cumul annuel moyen de précipitations est de 1 067 mm, avec 9,8 jours de précipitations en janvier et 5,7 jours en juillet. Pour la période 1991-2020, la température moyenne annuelle observée sur la station météorologique installée sur la commune est de 10,1 °C et le cumul annuel moyen de précipitations est de 818,0 mm,. Pour l'avenir, les paramètres climatiques de la commune estimés pour 2050 selon différents scénarios d'émission de gaz à effet de serre sont consultables sur un site dédié publié par Météo-France en novembre 2022.
| Mois                                  | jan.           | fév.          | mars         | avril       | mai           | juin          | jui.            | août           | sep.          | oct.          | nov.            | déc.           | année     |
| ------------------------------------- | -------------- | ------------- | ------------ | ----------- | ------------- | ------------- | --------------- | -------------- | ------------- | ------------- | --------------- | -------------- | --------- |
| Température minimale moyenne (°C)     | −1,6           | −1,9          | 0,6          | 2,7         | 6,1           | 9,6           | 11,6            | 11,4           | 8,3           | 5,7           | 1,9             | −0,8           | 4,5       |
| Température moyenne (°C)              | 2,3            | 2,8           | 6,1          | 8,6         | 12,6          | 16,6          | 19,1            | 18,9           | 14,7          | 10,8          | 5,9             | 3              | 10,1      |
| Température maximale moyenne (°C)     | 6,2            | 7,6           | 11,6         | 14,6        | 19            | 23,5          | 26,7            | 26,4           | 21,2          | 15,8          | 10              | 6,9            | 15,8      |
| Record de froid (°C) date du record   | −21 16.01.1985 | −17 05.02.12  | −15 01.03.05 | −8 08.04.21 | −3 07.05.19   | −1 04.06.1984 | 3,5 03.07.1996  | 0,5 30.08.1986 | −1 29.09.1993 | −7 26.10.03   | −11 18.11.07    | −17,3 18.12.10 | −21 1985  |
| Record de chaleur (°C) date du record | 17,5 27.01.16  | 22,5 27.02.19 | 24 13.03.12  | 28 14.04.15 | 33,8 22.05.22 | 38 27.06.19   | 38,6 30.07.1983 | 38,6 23.08.23  | 35 16.09.1987 | 30,9 01.10.23 | 22,5 20.11.1994 | 19 28.12.1983  | 38,6 2023 |
| Précipitations (mm)                   | 62,2           | 48,5          | 47,5         | 72,6        | 80,3          | 66,8          | 51,5            | 66,7           | 80,7          | 85,5          | 87,6            | 68,1           | 818       |

### Milieux naturels et biodiversité

#### Réseau Natura 2000

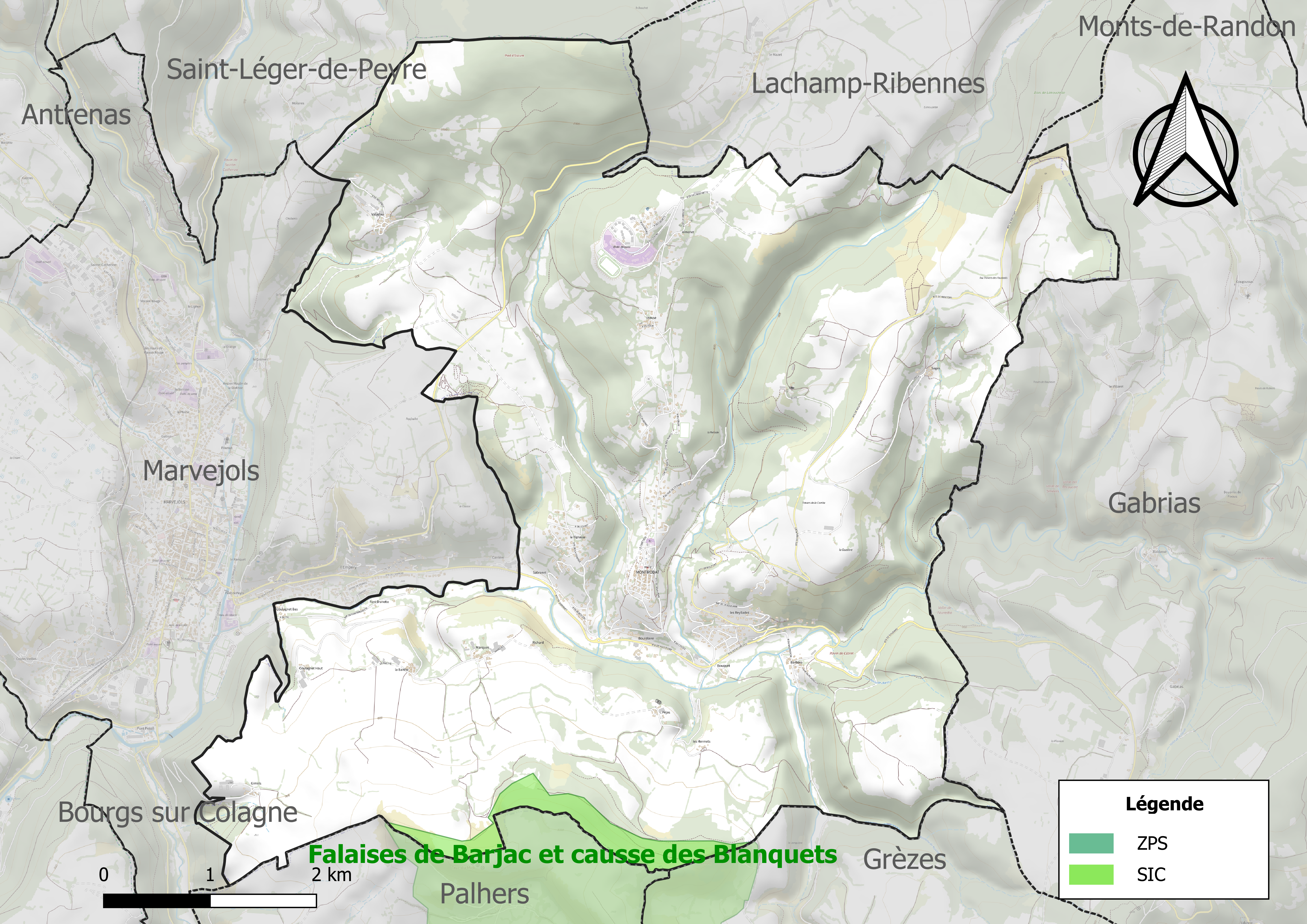
Site Natura 2000 sur le territoire communal.

Le réseau Natura 2000 est un réseau écologique européen de sites naturels d'intérêt écologique élaboré à partir des directives habitats et oiseaux, constitué de zones spéciales de conservation (ZSC) et de zones de protection spéciale (ZPS).
Un site Natura 2000 a été défini sur la commune au titre de la directive habitats : les « falaises de Barjac et causse des Blanquets », d'une superficie de 2 267 ha, constituant un biotope favorable pour de nombreuses espèces de chauve-souris de la directive habitats.

#### Zones naturelles d'intérêt écologique, faunistique et floristique
L’inventaire des zones naturelles d'intérêt écologique, faunistique et floristique (ZNIEFF) a pour objectif de réaliser une couverture des zones les plus intéressantes sur le plan écologique, essentiellement dans la perspective d’améliorer la connaissance du patrimoine naturel national et de fournir aux différents décideurs un outil d’aide à la prise en compte de l’environnement dans l’aménagement du territoire.
Deux ZNIEFF de type 1 sont recensées sur la commune :
le « ruisseau de Limouse » (14 ha), et 
le « ruisseau du Coulagnet entre Berlière et Baldasse » (31 ha), couvrant 2 communes du département
et une ZNIEFF de type 2, : 
les « causses de Marvejols et de Mende » (18 190 ha), couvrant 24 communes du département.

Cartes des ZNIEFF de type 1 et 2 à Montrodat.
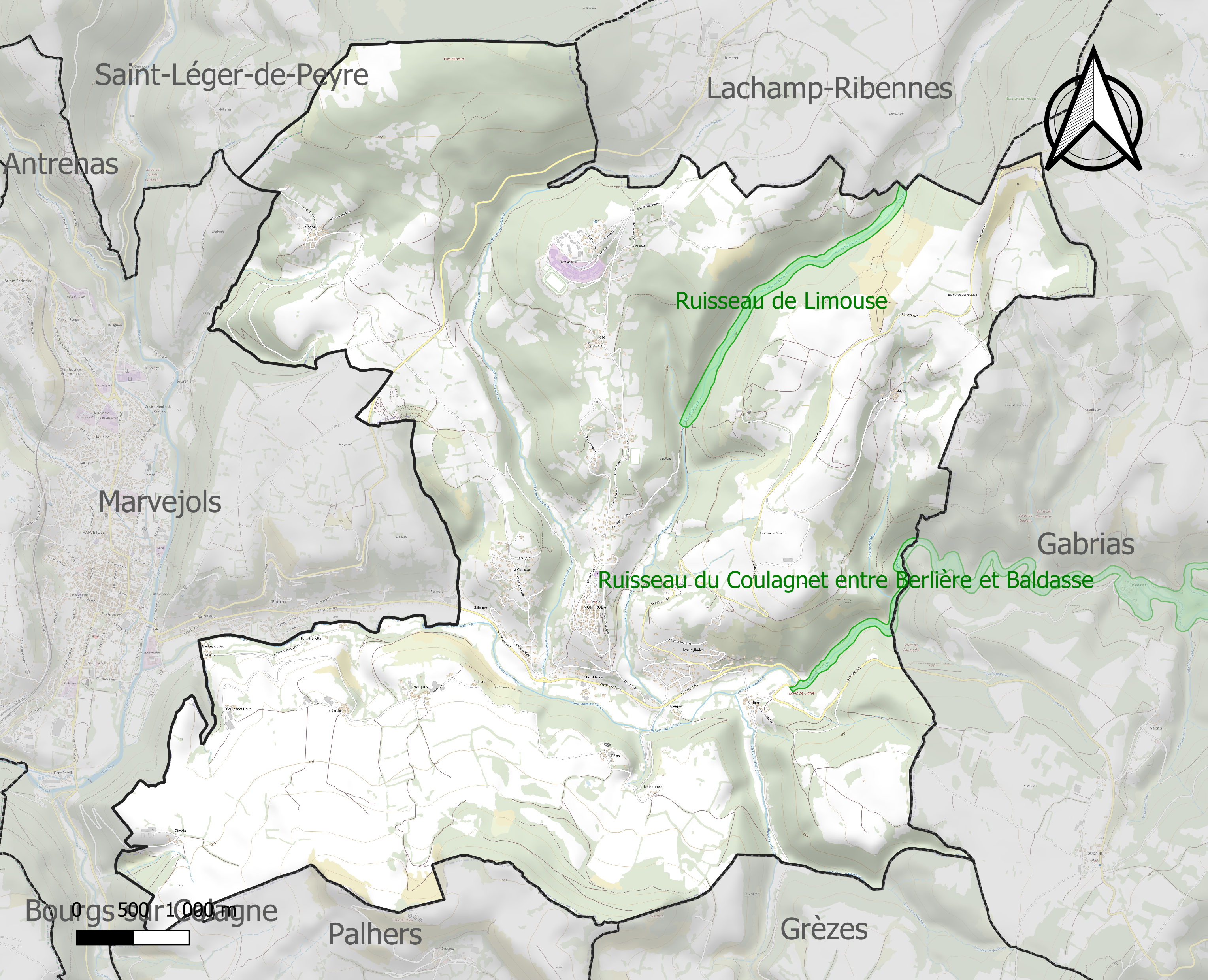
Carte des ZNIEFF de type 1 sur la commune.
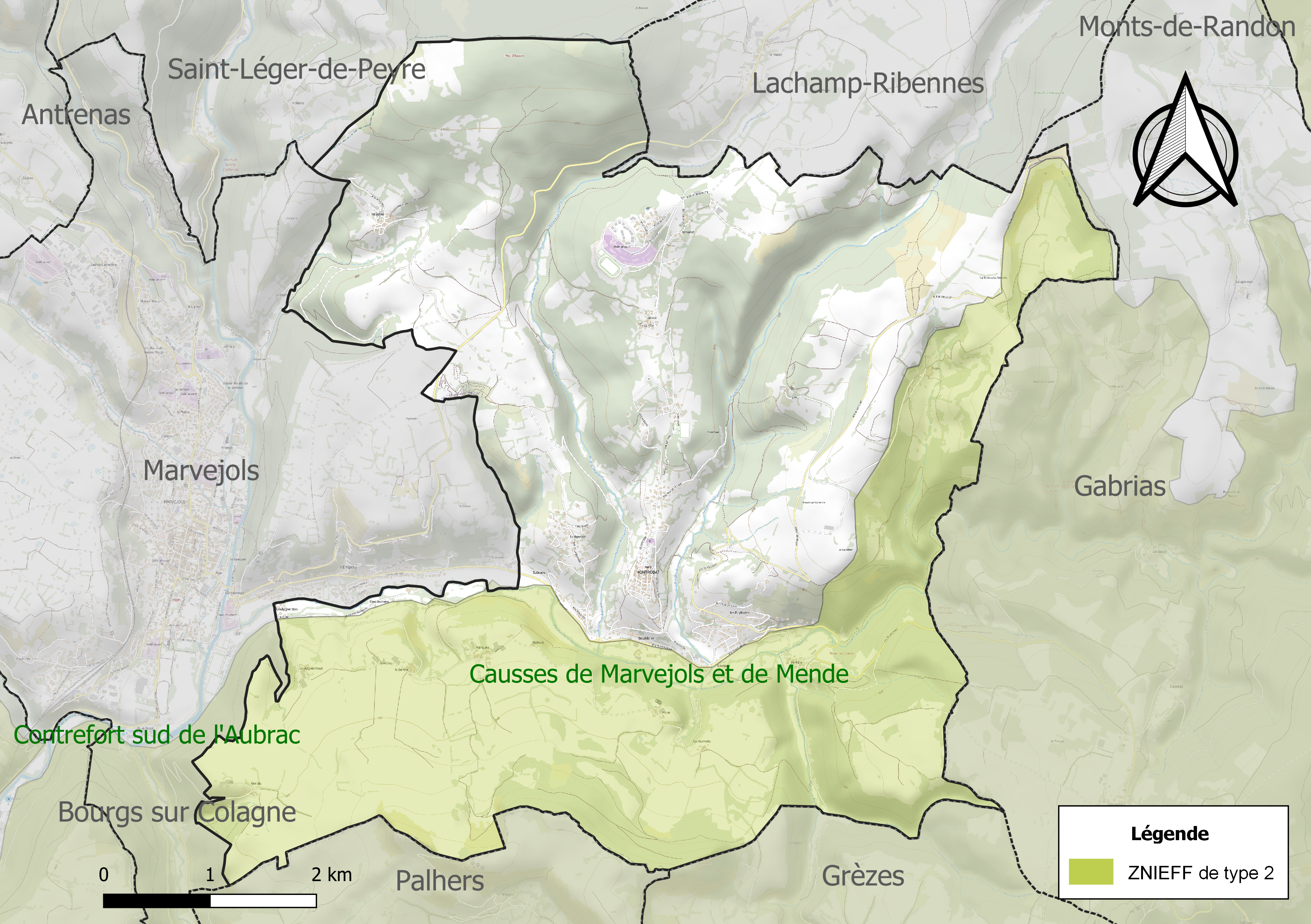
Carte de la ZNIEFF de type 2 sur la commune.

## Urbanisme

### Typologie
Au 1er janvier 2024, Montrodat est catégorisée commune rurale à habitat dispersé, selon la nouvelle grille communale de densité à sept niveaux définie par l'Insee en 2022.
Elle appartient à l'unité urbaine de Marvejols, une agglomération intra-départementale regroupant deux  communes, dont elle est une commune de la banlieue,,. Par ailleurs la commune fait partie de l'aire d'attraction de Marvejols, dont elle est une commune de la couronne,. Cette aire, qui regroupe 10 communes, est catégorisée dans les aires de moins de 50 000 habitants,.

### Occupation des sols
L'occupation des sols de la commune, telle qu'elle ressort de la base de données européenne d’occupation biophysique des sols Corine Land Cover (CLC), est marquée par l'importance des forêts et milieux semi-naturels (54 % en 2018), en diminution par rapport à 1990 (56,6 %). La répartition détaillée en 2018 est la suivante : 
forêts (42,4 %), zones agricoles hétérogènes (14,3 %), prairies (13,4 %), terres arables (13,3 %), milieux à végétation arbustive et/ou herbacée (11,6 %), zones urbanisées (3,8 %), zones industrielles ou commerciales et réseaux de communication (1,2 %). L'évolution de l’occupation des sols de la commune et de ses infrastructures peut être observée sur les différentes représentations cartographiques du territoire : la carte de Cassini (XVIIIe siècle), la carte d'état-major (1820-1866) et les cartes ou photos aériennes de l'IGN pour la période actuelle (1950 à aujourd'hui).

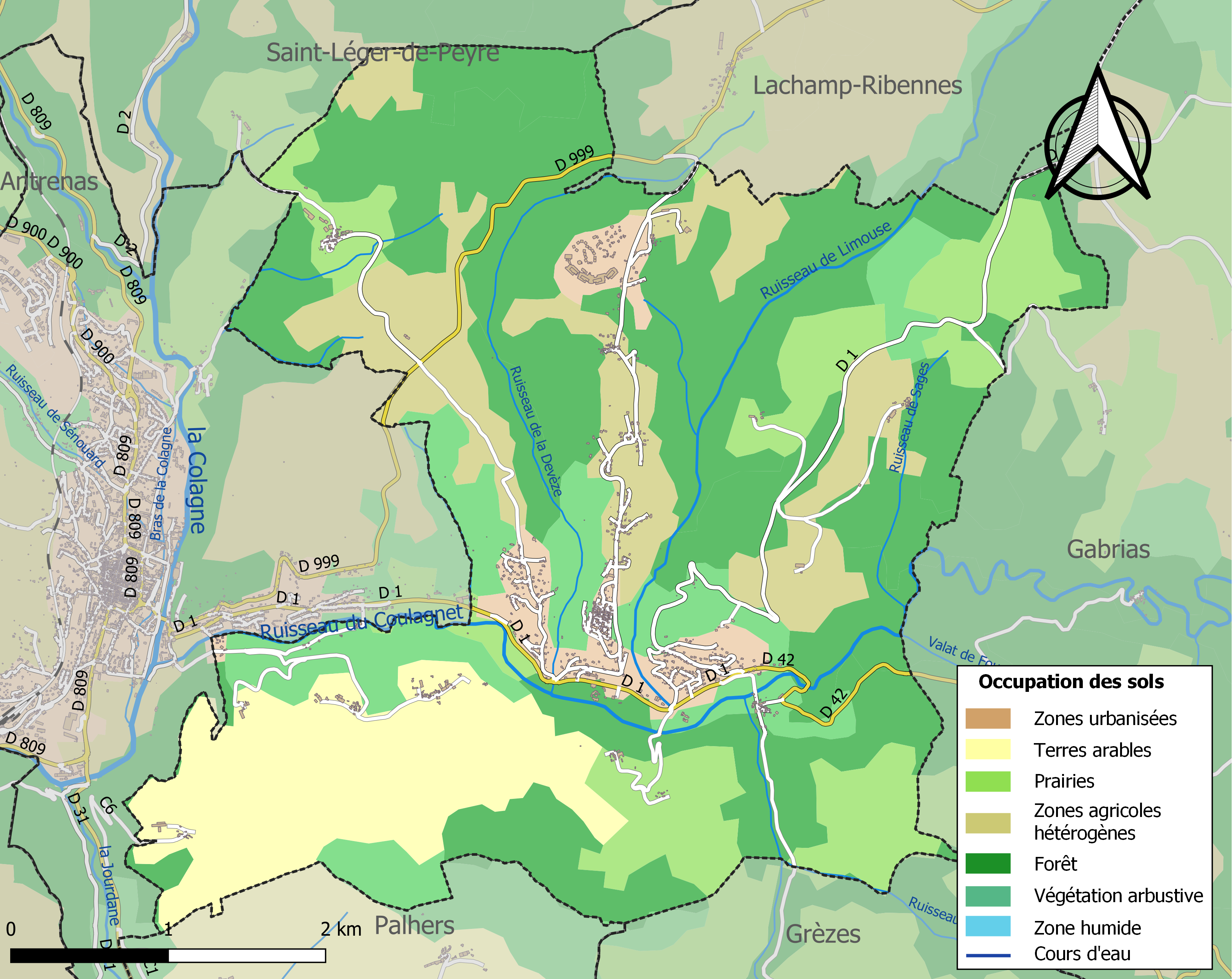
Carte des infrastructures et de l'occupation des sols de la commune en 2018 (CLC).

### Risques majeurs
Le territoire de la commune de Montrodat est vulnérable à différents aléas naturels : météorologiques (tempête, orage, neige, grand froid, canicule ou sécheresse), inondations, feux de forêts, mouvements de terrains et séisme (sismicité faible). Il est également exposé à un risque particulier : le risque de radon. Un site publié par le BRGM permet d'évaluer simplement et rapidement les risques d'un bien localisé soit par son adresse soit par le numéro de sa parcelle.

#### Risques naturels
La commune fait partie du territoire à risques importants d'inondation (TRI) de Mende-Marvejols, regroupant 17 communes concernées par un risque de débordement du Lot et de la Colagne ainsi que de certains de leurs affluents, un des 18 TRI qui ont été arrêtés fin 2012 sur le bassin Adour-Garonne. Les événements antérieurs à 2014 les plus significatifs sont les crues du 5 novembre 1994, une crue cévenole de référence (3,95 m mesurés à Mende), et des 4 et 5 décembre 2003, une crue méditerranéenne (3,80 m mesurés à Mende). Des cartes des surfaces inondables ont été établies pour trois scénarios : fréquent (crue de temps de retour de 10 ans à 30 ans), moyen (temps de retour de 100 ans à 300 ans) et extrême (temps de retour de l'ordre de 1 000 ans, qui met en défaut tout système de protection). La commune a été reconnue en état de catastrophe naturelle au titre des dommages causés par les inondations et coulées de boue survenues en 1982, 1994 et 2003,.
Montrodat est exposée au risque de feu de forêt. Un plan départemental de protection des forêts contre les incendies (PDPFCI) a été approuvé en décembre 2014 pour la période 2014-2023. Les mesures individuelles de prévention contre les incendies sont précisées par divers arrêtés préfectoraux et s’appliquent dans les zones exposées aux incendies de forêt et à moins de 200 mètres de celles-ci. L’arrêté du 23 mars 2018, complété par un arrêté de 2020, réglemente l'emploi du feu en interdisant notamment d’apporter du feu, de fumer et de jeter des mégots de cigarette dans les espaces sensibles et sur les voies qui les traversent sous peine de sanctions. L'arrêté du 23 août 2021, abrogeant un arrêté de 2002, rend le débroussaillement obligatoire, incombant au propriétaire ou ayant droit,,.

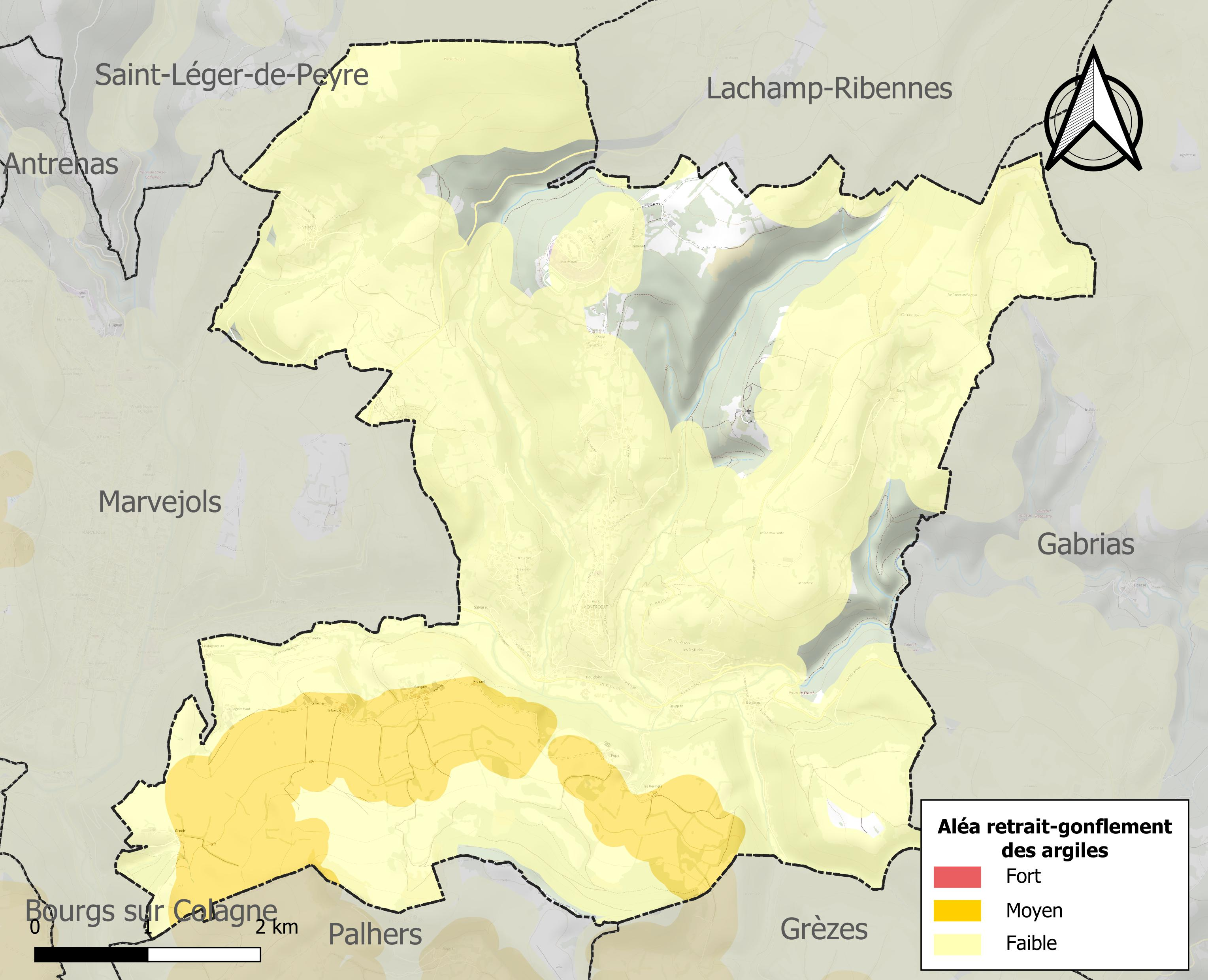
Carte des zones d'aléa retrait-gonflement des sols argileux de Montrodat.

Les mouvements de terrains susceptibles de se produire sur la commune sont des affaissements et effondrements liés aux cavités souterraines (hors mines), des éboulements, chutes de pierres et de blocs, des glissements de terrain et des tassements différentiels. Par ailleurs, afin de mieux appréhender le risque d’affaissement de terrain, l'inventaire national des cavités souterraines permet de localiser celles situées sur la commune.
Le retrait-gonflement des sols argileux est susceptible d'engendrer des dommages importants aux bâtiments en cas d’alternance de périodes de sécheresse et de pluie. 12,1 % de la superficie communale est en aléa moyen ou fort (15,8 % au niveau départemental et 48,5 % au niveau national). Sur les 476 bâtiments dénombrés sur la commune en 2019,  18 sont en aléa moyen ou fort, soit 4 %, à comparer aux 14 % au niveau départemental et 54 % au niveau national. Une cartographie de l'exposition du territoire national au retrait gonflement des sols argileux est disponible sur le site du BRGM,.
Par ailleurs, afin de mieux appréhender le risque d’affaissement de terrain, l'inventaire national des cavités souterraines permet de localiser celles situées sur la commune.
Concernant les mouvements de terrains, la commune a été reconnue en état de catastrophe naturelle au titre des dommages causés par des mouvements de terrain en 2014.

#### Risque particulier
Dans plusieurs parties du territoire national, le radon, accumulé dans certains logements ou autres locaux, peut constituer une source significative d’exposition de la population aux rayonnements ionisants. Certaines communes du département sont concernées par le risque radon à un niveau plus ou moins élevé. Selon la classification de 2018, la commune de Montrodat est classée en zone 3, à savoir zone à potentiel radon significatif.

## Politique et administration

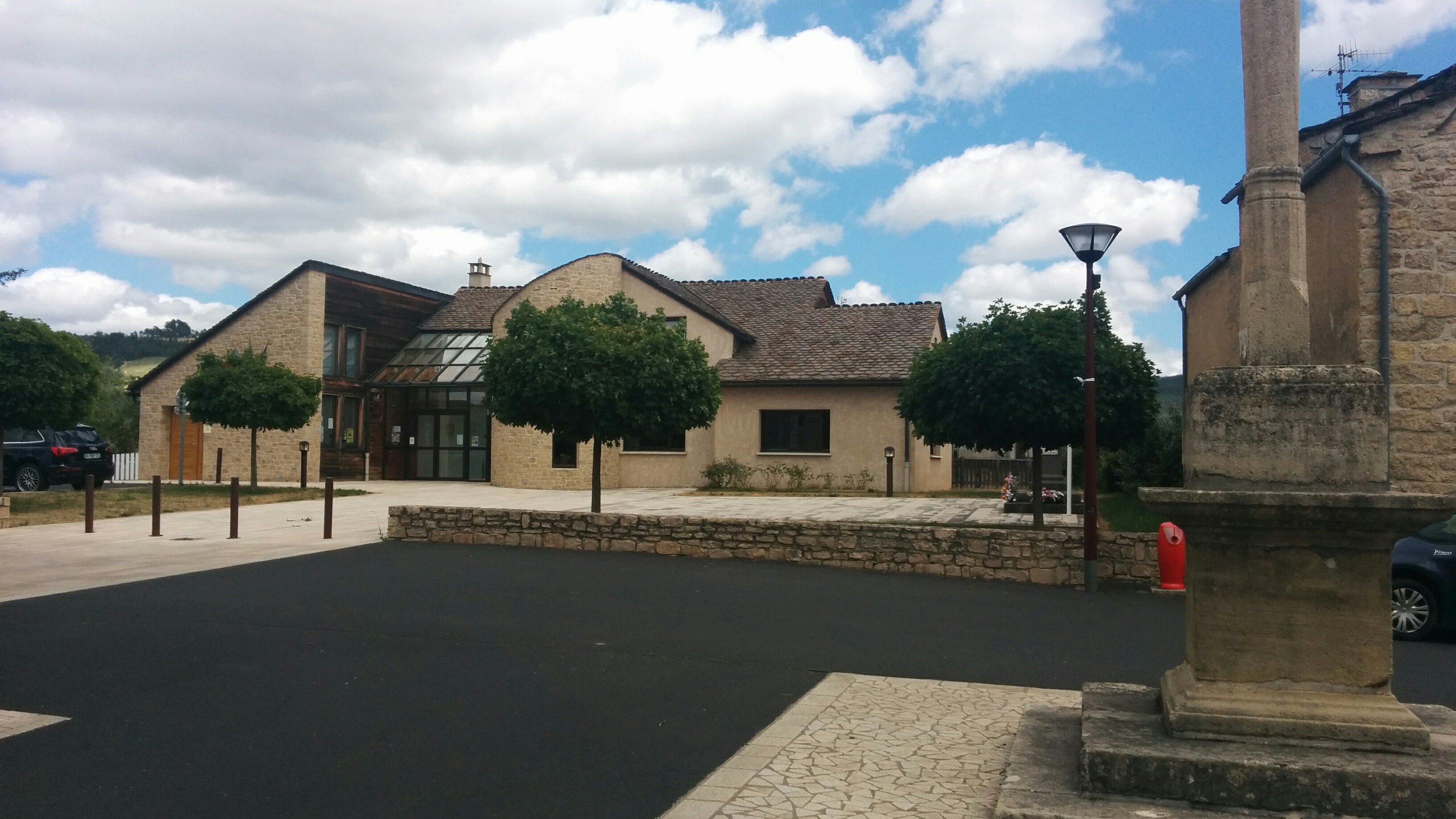
La mairie.

### Liste des maires
| Période                                  | Période                    | Identité            | Étiquette | Qualité |
| ---------------------------------------- | -------------------------- | ------------------- | --------- | --- |
| Les données manquantes sont à compléter. |                            |                     |           | |
| 1945                                     | 1954                       | Pierre de Chambrun  |           | |
| 1954                                     | 1985                       | Charles de Chambrun | UNR       | Député de la 2e circonscription de la Lozère (1962-1966, 1967-1968 et 1968-1973) Secrétaire d'État (1968-1969)                                                          |
| Les données manquantes sont à compléter. |                            |                     |           | |
| 2001                                     | En cours (au 20 juin 2020) | Rémi André          | SE-DVG    | Retraité de l'enseignement, président de la communauté de communes du Gévaudan (2017-2020), conseiller départemental du canton de Bourgs sur Colagne depuis avril 2020. |

### Intercommunalité
Montrodat appartient à la communauté de communes du Gévaudan, créée le 30 décembre 2003. Cette communauté regroupe douze communes autour de Marvejols qui en est le siège. Elle a permis le transfert de certaines compétences : aménagement rural, collecte des déchets des ménages et déchets assimilés, création, aménagement, entretien et gestion de zone d'activités industrielle, commerciale, tertiaire, artisanale ou touristique, opération programmée d'amélioration de l'habitat (OPAH), tourisme, traitement des déchets des ménages et déchets assimilés.

## Population et société

### Démographie
Les habitants de la commune sont appelés les Montrodatiens.

#### Évolution démographique
L'évolution du nombre d'habitants est connue à travers les recensements de la population effectués dans la commune depuis 1793. Pour les communes de moins de 10 000 habitants, une enquête de recensement portant sur toute la population est réalisée tous les cinq ans, les populations de référence des années intermédiaires étant quant à elles estimées par interpolation ou extrapolation. Pour la commune, le premier recensement exhaustif entrant dans le cadre du nouveau dispositif a été réalisé en 2005.

En 2022, la commune comptait 1 168 habitants, en évolution de −5,12 % par rapport à 2016 (Lozère : +0,11 %, France hors Mayotte : +2,11 %).
| 1793 | 1800 | 1806  | 1821 | 1831 | 1836 | 1841 | 1846 | 1851 |
| ---- | ---- | ----- | ---- | ---- | ---- | ---- | ---- | ---- |
| 650  | 769  | 1 072 | 723  | 487  | 673  | 686  | 672  | 674  |

| 1856 | 1861 | 1866 | 1872 | 1876 | 1881 | 1886 | 1891 | 1896 |
| ---- | ---- | ---- | ---- | ---- | ---- | ---- | ---- | ---- |
| 625  | 609  | 601  | 573  | 595  | 564  | 559  | 520  | 502  |

| 1901 | 1906 | 1911 | 1921 | 1926 | 1931 | 1936 | 1946 | 1954 |
| ---- | ---- | ---- | ---- | ---- | ---- | ---- | ---- | ---- |
| 506  | 508  | 509  | 507  | 471  | 450  | 408  | 343  | 316  |

| 1962 | 1968 | 1975 | 1982 | 1990 | 1999 | 2005  | 2006  | 2010  |
| ---- | ---- | ---- | ---- | ---- | ---- | ----- | ----- | ----- |
| 247  | 236  | 602  | 945  | 968  | 984  | 1 144 | 1 172 | 1 134 |

| 2015  | 2020  | 2022  | - | - | - | - | - | - |
| ----- | ----- | ----- | - | - | - | - | - | - |
| 1 225 | 1 176 | 1 168 | - | - | - | - | - | - |

#### Pyramide des âges
La population de la commune est plus jeune que celle du département. En 2018, le taux de personnes d'un âge inférieur à 30 ans s'élève à 33,3 %, soit un taux supérieur à la moyenne départementale (29,7 %). À l'inverse, le taux de personnes d'un âge supérieur à 60 ans (27,9 %) est inférieur au taux départemental (32,5 %).
En 2018, la commune comptait 621 hommes pour 589 femmes, soit un taux de 51,32 % d'hommes, supérieur au taux départemental (49,96 %).
Les pyramides des âges de la commune et du département s'établissent comme suit :
| Hommes | Classe d’âge | Femmes |
| ------ | ------------ | ------ |
| 0,0    | 90 ou +      | 0,3    |
| 7,7    | 75-89 ans    | 7,4    |
| 20,2   | 60-74 ans    | 20,2   |
| 21,6   | 45-59 ans    | 20,8   |
| 16,4   | 30-44 ans    | 18,7   |
| 18,8   | 15-29 ans    | 15,1   |
| 15,3   | 0-14 ans     | 17,3   |

| Hommes | Classe d’âge | Femmes |
| ------ | ------------ | ------ |
| 1      | 90 ou +      | 2,8    |
| 9,1    | 75-89 ans    | 11,8   |
| 21,6   | 60-74 ans    | 21,1   |
| 21,5   | 45-59 ans    | 20,2   |
| 16,3   | 30-44 ans    | 15,9   |
| 15,5   | 15-29 ans    | 13,6   |
| 15     | 0-14 ans     | 14,6   |

### Enseignement

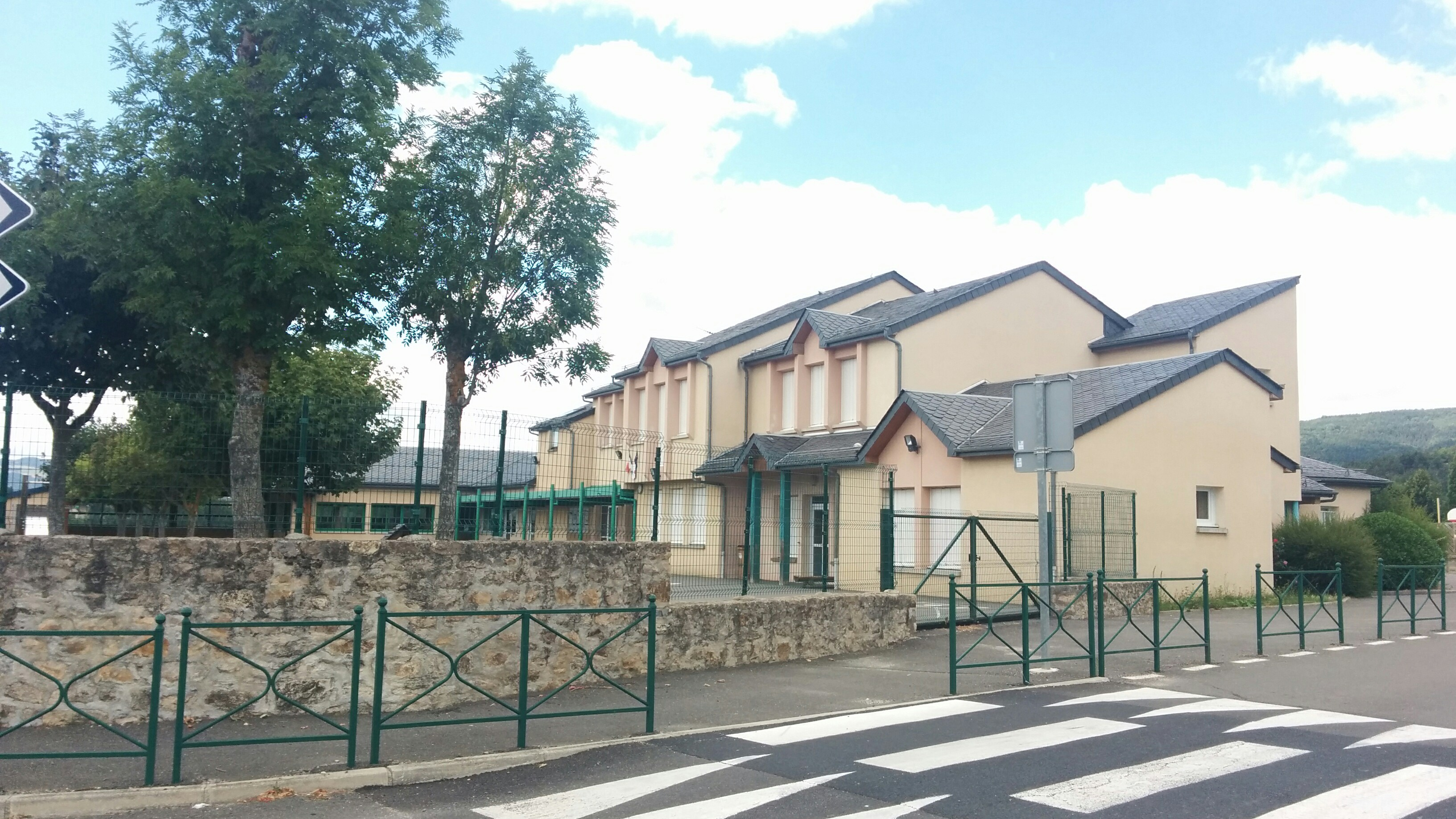
L'école.

Montrodat fait partie de l'académie de Montpellier, en zone A. La commune est dotée d'une école maternelle et primaire publique. Elle compte une centaine d'élèves répartis dans cinq classes et possède une cantine.
Le collège public du secteur est le collège Marcel-Pierrel qui se trouve dans la commune voisine de Marvejols. Les lycées publics les plus proches se trouvent à Mende, le chef-lieu du département mais il existe aussi des lycées privés à Marvejols.

### Culte

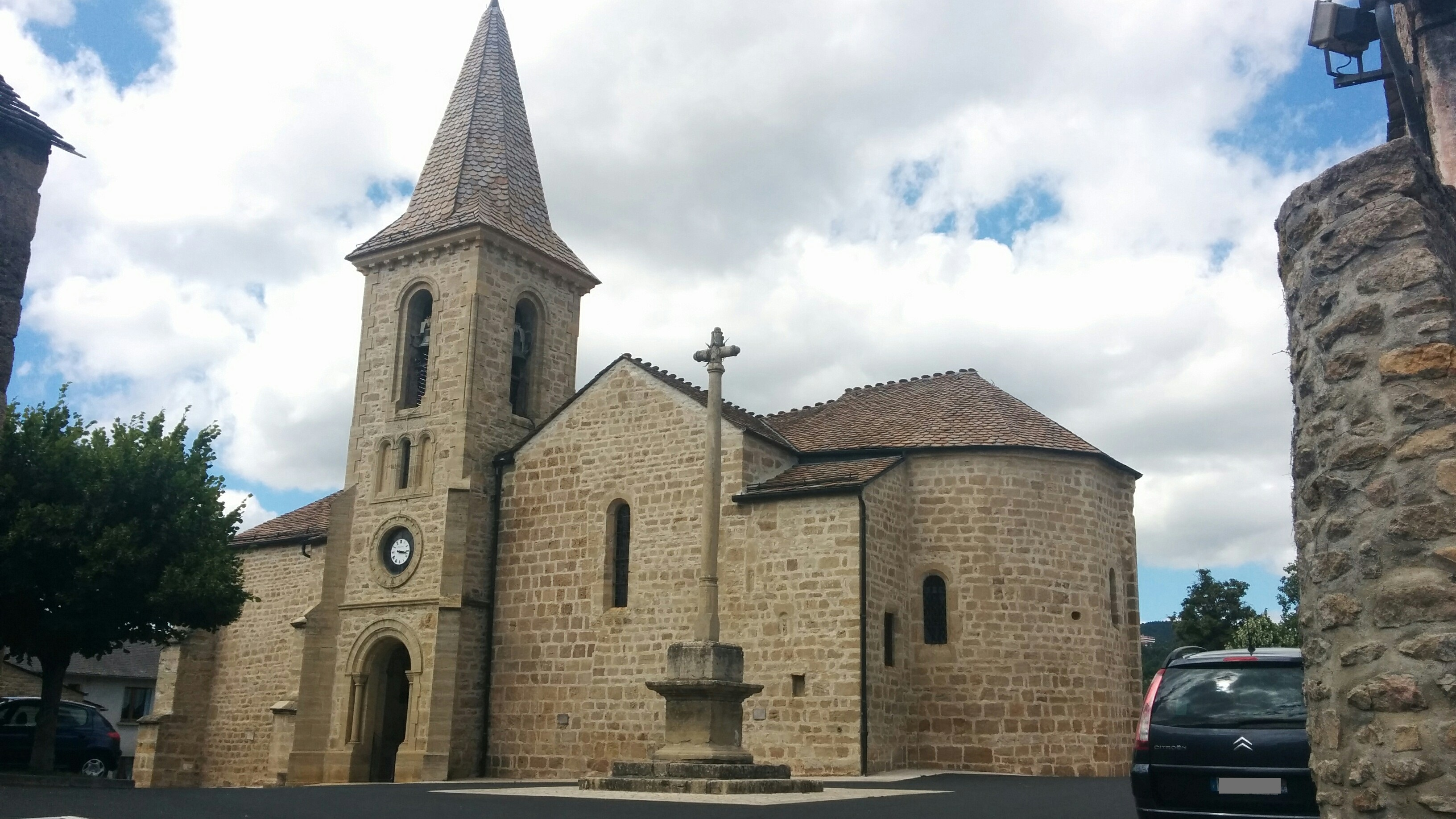
L'église paroissiale.

Montrodat dispose de l'église Saint-Jean-Baptiste, située dans le centre du bourg. Elle est rattachée au diocèse de Mende.

## Économie

### Revenus
En 2018, la commune compte 427 ménages fiscaux, regroupant 1 077 personnes. La médiane du revenu disponible par unité de consommation est de 22 450 € (20 420 € dans le département).

### Emploi
|                | 2008  | 2013  | 2018  |
| -------------- | ----- | ----- | ----- |
| Commune        | 2,8 % | 3,5 % | 3,9 % |
| Département    | 5 %   | 6,4 % | 7,1 % |
| France entière | 8,3 % | 10 %  | 10 %  |

En 2018, la population âgée de 15 à 64 ans s'élève à 755 personnes, parmi lesquelles on compte 63 % d'actifs (59,1 % ayant un emploi et 3,9 % de chômeurs) et 37 % d'inactifs,. Depuis 2008, le taux de chômage communal (au sens du recensement) des 15-64 ans est inférieur à celui de la France et du département.
La commune fait partie de la couronne de l'aire d'attraction de Marvejols, du fait qu'au moins 15 % des actifs travaillent dans le pôle,. Elle compte 394 emplois en 2018, contre 396 en 2013 et 432 en 2008. Le nombre d'actifs ayant un emploi résidant dans la commune est de 449, soit un indicateur de concentration d'emploi de 87,7 % et un taux d'activité parmi les 15 ans ou plus de 47,3 %.
Sur ces 449 actifs de 15 ans ou plus ayant un emploi, 91 travaillent dans la commune, soit 20 % des habitants. Pour se rendre au travail, 92,2 % des habitants utilisent un véhicule personnel ou de fonction à quatre roues, 0,2 % les transports en commun, 3,8 % s'y rendent en deux-roues, à vélo ou à pied et 3,7 % n'ont pas besoin de transport (travail au domicile).

## Culture locale et population

### Lieux et monuments
- Site mégalithique du plateau de Poujoulet.
- Église Saint-Jean-Baptiste de Montrodat.
- Chapelle Saint-Jean-Baptiste de Montrodat.

### Personnalités liées à la commune
- Augustin-Marie Tardieu (1872-1942), évêque de Quinhon.
- Charles de Chambrun (1930-2010), ministre, député de la Lozère.

### Héraldique
| Montrodat | Le blasonnement de Montrodat est : de gueules aux trois besants d'or. |